# كيفورك مالاكيان
كيفورك مالاكيان (بالإنجليزية: Kevork Malikyan)‏ هو ممثل بريطاني، ولد في 2 يونيو 1943 بديار بكر في تركيا.

## أعمال

### أفلام
- (1978) قطار منتصف الليل
- (1989) إنديانا جونز والحملة الأخيرة[3]
- (2012) تيكن 2[4]
- (2014) القطع[5]
- (2014)  الآلهة والملوك[6][7]
- (2016) الوعد[8]

### مسلسلات
- اعقل لغتك

## وصلات خارجية
- كيفورك مالاكيان على موقع IMDb (الإنجليزية)
- كيفورك مالاكيان على موقع قاعدة بيانات الأفلام العربية
- كيفورك مالاكيان على موقع ألو سيني (الفرنسية)
- كيفورك مالاكيان على موقع ميوزك برينز (الإنجليزية)
- كيفورك مالاكيان على موقع أول موفي (الإنجليزية)
- كيفورك مالاكيان على موقع قاعدة بيانات الأفلام السويدية (السويدية)
- كيفورك مالاكيان على موقع قاعدة بيانات الفيلم (الإنجليزية)
- كيفورك مالاكيان على موقع كينوبويسك (الروسية)